# 世界まる見え!テレビ特捜部
『世界まる見え!テレビ特捜部』（せかいまるみえ!テレビとくそうぶ、英称: WORLD GREAT TV）は、1990年7月9日から9月17日、および1991年4月15日から日本テレビ系列で、毎週月曜日の20:00 - 21:00（JST）に放送されているドキュメンタリーバラエティ番組。通称「まる見え」。
1990年代には、土曜日または日曜日午後の再放送・単発特番枠で不定期に福留功男の単独司会またはVTRナレーションのみの『世界激選映像まる見え!』、2009年10月4日から2013年3月31日までは毎週日曜日の12:45 - 13:55にアンコール放送である『世界まる見え!DX特別版』を放送していた（後述）。

## 概要
世界各国で放送されている番組から厳選した番組の内容を紹介する番組。基本的には外国のテレビ局より購入した番組を再構成して放送するが、企画によっては独自取材を行うこともある。また、2000年代以降はテレビ番組のみならず、世界各国（稀に日本国内）で撮影された動画や監視カメラ映像をまとめて紹介するコーナーも設けられている。
海外の人気番組が本番組の企画に協力してもらうことも過去にあった。ドッキリなどのバラエティから、難事件を扱った再現ドラマやドキュメンタリーまでさまざまなジャンルを扱っている。
本番組が好評を受けていることもあり、『世界まる見え!特別版』や『世界激選映像まる見え!』として、不定期に土曜日の昼間にスタジオなしのナレーションだけの特別版を放送することもあった。

## 経緯
- 1997年9月22日の放送分には、最高視聴率の25.7%に到達した（ビデオリサーチ調べ、関東地区）[1]。
- 2002年頃まではスタジオの初代司会者楠田枝里子の横にモニターがあり、これに楠田が指を指しながら紹介していたが、後にCGによるものになっている。一度だけモニター時代にモニターが登場と同時に爆発するというドッキリを楠田に仕掛けたことがあったが、例によって楠田は全く動じなかった。
- 2006年9月4日の放送から、ハイビジョン放送実施を開始したが、スタジオ映像とビデオ映像は4:3のままで、両端に番組タイトルを表示している。同年10月9日の放送よりスタジオがハイビジョン対応になり映像も16:9のハイビジョンとなった。2011年10月からステレオ放送を実施している。
- 2012年4月のリニューアルまでは、番組後半に『テレビ特捜部ザ・ベスト』と題した、いわばニュース番組で言うところの“特集”があった。
- 2020年に放送開始30周年を迎えたが、これは日本のテレビ局のゴールデン・プライムタイムで放送されるレギュラーバラエティ番組では最長の記録を持つ。
- 2021年2月8日、番組の性格上、本編はTVer・日テレ無料TADA!・huluでの配信は行われていないが、2023年には同日放送分でナレーションを担当したゲスト声優（内田真礼・梶裕貴・佐倉綾音）にインタビューを行った「スピンオフ！人気声優まる見えSP！」が配信された[2]。なお、同年10月2日から始まった「日テレ系ライブ配信」（現・日テレ系リアルタイム配信）では、本番組は配信対象となる[注 4]。
- 2024年4月1日の放送から無料サービスTVerにて本編の見逃し配信を開始した。

## 歴史
1969年10月から1990年3月まで20年半放送していた『トップテンシリーズ』の後番組『所さんのまっかなテレビ』が低視聴率によって1クールで終了し、秋開始の『TVマンモス』の準備期間のつなぎ番組として開始した。初回は2時間の単発特別番組で、『たけし&所が選んだ!笑えるTV番組グランプリ』というタイトルで1990年4月4日に放送された（この特番には楠田枝里子は出演していない）。
1990年7月9日にレギュラー放送を開始。この時のゲストは吉村作治、吉村明宏、中畑清、森川由加里、前田耕陽だった。当初の予定通り9月17日に終了。なおこの時期の司会は所ジョージと楠田枝里子のみで、ビートたけしは出演していない。レギュラー放送終了後、1990年9月28日（金曜日、ゲストは関根勤、佐野量子、長嶋茂雄、中田喜子）と1990年12月29日（土曜日）の同日とも21:00 - 22:54に特番を放送。これが好評だったため、『TVマンモス』を打ち切って1991年4月15日に再びレギュラー化。この2度の特番と再スタート時から司会にビートたけしを加えた。当時、スタジオでVTRの振りとして所が「世界」と言ったのに続いて、全員で「まる見え!」とコールしながら両手を頭の上につけ、両腕で輪を作った「なんちゃっておじさん」のポーズをするのが恒例となっていた。
当番組のオープニングテーマである、「Hooray for Hollywood」（ハリウッド万歳）、エンディングテーマともども、番組開始当初から同じ曲が使用されている。一方オープニングに使われる3DCGアニメは何度も差し替えられている（初代ロゴ初期の1995年9月までは最初にタイトルが全面から1文字ずつ同時に現れるシーンがあったが、同年10月以降はカットされ、最初から番組ロゴが表示されるようになった。2代目ロゴの2006年10月に最初のアニメーションが復活し、2010年以降は再び最初にロゴが1文字ずつ出てくるCGとなった。3代目ロゴの2012年4月以降はアニメーションが変更されている）。
2006年10月9日の放送から番組ロゴが初代から2代目にリニューアルし、英語表記及びサブタイトルの『WORLD GREAT TV』も表記されるようになった。そして2000年代に入っても珍しく公式サイトを持っていなかった番組のひとつだったが、この日の放送終了後、公式サイトがようやくオープンした。これと同様なスタイルを持っていたのは、同じスタッフによって構成されている所ジョージ司会の『1億人の大質問!?笑ってコラえて!』である。
2009年4月より、平日帯バラエティ番組『サプライズ→SUPER SURPRISE』の新設に伴い、19:58 - 20:54に変更（2分拡大）。これにより、日本テレビの20時台は全ての曜日がフライングスタートを行う。日本テレビ系列の月曜20時台の番組がフライングスタートになるのは、日本テレビ史上初である。ただし開始前には30秒のカウキャッチャーがあるため、正式な開始時間は19:58.30からとなるが、当時の日本テレビの20時台の番組でカウキャッチャーが付いているのは当番組のみだった。
2009年9月28日放送分の3時間特番で番組開始当初から司会を務めていた楠田枝里子が降板した。この回のラストはこれまでの楠田の活躍ぶりをVTRで紹介した後、所・たけしと当時のレギュラーである東山紀之からそれぞれ祝福の花束が贈呈され、（所）「世界」（楠田）「まる見え!」と言いながら、先述の「なんちゃっておじさん」のポーズを取ると、スタジオ内のキャノン砲から紙吹雪が発射されて祝った。楠田の後任は西尾由佳理（当時日本テレビアナウンサー）が担当した。
2009年10月から『SUPER SURPRISE』が2分短縮し、19:56までの放送になる為、当番組は19:56開始に変更になったが、変更後も30秒のカウキャッチャーは存続のため、正式開始時刻は19:56.30となる。また『SUPER SURPRISE』短縮に伴い、水曜日と木曜日の20時台番組への接続はステブレレスに変わったが、当番組のみは引き続きステブレ入りで接続、この結果、20時台番組へのステブレ入り接続は月曜日と日曜日（『ザ!鉄腕!DASH!!』→『世界の果てまでイッテQ!』）だけになった。
2010年4月19日放送分からは、月曜19時枠の番組が『不可思議探偵団』に変更、そして2011年10月24日放送分からは『宝探しアドベンチャー 謎解きバトルTORE!』にそれぞれ変更されたが、一貫してステブレ入り接続及び正式開始時刻は変わっていなかった。しかし2013年4月22日放送分から月曜19時枠番組が『赤丸!スクープ甲子園』に変わると、ステブレ入り接続はそのままだが、19時枠番組からのクロスプログラムと番組前のカウキャッチャーが廃止され(日曜日は存続)、正式開始時刻が19:56に変更、そして同年10月21日放送分より月曜19時枠番組が『有吉ゼミ』に変わると、遂に19時枠番組との接続は初のステブレレスに変更、この結果、20時台番組へのステブレ入り接続・カウキャッチャーは、前述の日曜日だけになった。
2011年2月、20年6ヶ月に渡り放送された『トップテンシリーズ』が持っていた月曜20時枠での放送年数最長記録を更新した。
2012年4月9日放送分からリニューアルが行われ、外国人エージェントが世界中から仕入れてきたVTRを紹介するというスタイルに変わった。また、西尾とレギュラーだった少年隊の二人、ガダルカナル・タカが揃って降板し（降板に際して挨拶などの演出はなかった）、出演者は所・たけしとゲストのみとなり、ナレーターも一新された。番組ロゴが2代目から3代目に、スタジオセットも所の意向により「森の秘密基地」をモチーフにしたセットに変更された。また、同年5月21日放送分からは、西尾の後任として杉野真実（日本テレビアナウンサー）がMCに加わった。
2013年12月23日18:45 - 22:00には番組初の生放送スペシャルが放送された。
2014年11月24日19:00 - 21:54には番組25年目突入を記念した3時間スペシャルが生放送された。スペシャルゲストとして明石家さんまと初代進行役の楠田が生出演した。
2016年4月4日19:00 - 21:00には放送1000回を記念した2時間スペシャルが放送され、スペシャルゲストとして明石家さんまが出演した。以降、毎年春のスペシャルには明石家さんまがゲスト出演している。
2017年4月3日より20:00 - 21:00の60分枠に枠切り変更の上、フライングスタートを廃止および枠拡大となり（枠変更・拡大後初回は19:00からの2時間SP）、同月10日から4分後拡大される『有吉ゼミ』からおよび『人生が変わる1分間の深イイ話』にミニ番組を挟まずにつなぐ編成をする。なお、枠切り変更初回は放送27周年を記念して、明石家さんまがスペシャルゲストとして出演した。なお、2022年4月より日本テレビ系列の火曜日から木曜日の19時台の番組が54分枠に縮小され、当番組同様、20時台の番組のフライングスタートが廃止された。
2018年9月10日放送分を以て、3代目進行役の杉野真実が降板し、翌週9月17日の3時間スペシャルからは岩田絵里奈（日本テレビアナウンサー）が4代目進行役を務めている。
2020年3月30日19:00 - 21:54には番組30周年を記念した3時間スペシャルが放送され、スペシャルゲストとして明石家さんまが出演したほか、レギュラーだった東山紀之・田中義剛も記念ゲストで登場。番組途中では池上彰がVTRで登場し、30年間の世界のテレビ番組の変遷をクイズ形式で解説するコーナーが設けられた。

## 出演者

### 現在

#### 司会
- 所ジョージ

後述の西尾降板時から杉野就任までの期間（2012年4月・5月）は単独で司会進行を務めた。
2018年10月15日放送分は胆嚢の摘出手術を受けて入院中だったため、桝太一（日本テレビアナウンサー）が代役を務めた。

#### 進行
- 岩田絵里奈（日本テレビアナウンサー）

4代目の進行役として、2018年9月17日の3時間スペシャルから担当している。
2020年8月17日・24日放送分は、笹崎里菜（岩田の先輩）が代役を務めた。

#### スペシャルパネラー
- ビートたけし

1991年の第2期再スタート後からスペシャルパネラーとして登場。第1期レギュラー放送前とレギュラー放送終了後の特番のみに出演。しかし、第1期のレギュラー放送には全く出演していない。その後、1990年秋・年末、1991年春の改編期の特番を経て2期からレギュラーとして出演。
1994年8月22日放送分から1995年2月27日放送分までは、バイク事故による療養のため出演していなかった。1995年3月20日のスペシャルから復帰。
2021年6月14日・21日放送分は新型コロナウイルスのワクチン接種を受けた関係から大事をとって出演を見送っている。

#### エージェント
- マシュー・チョジック（アメリカ担当、2012年5月7日 - ）
- ティム・ケリー（イギリス担当、2012年4月16日 - ）
- マンスール・ジャーニュ（アフリカ担当、2012年6月25日 - ）

#### 準レギュラー
いずれも、2012年以降に出演している。
- 滝沢カレン
- 出川哲朗
- 小峠英二

#### 春の特番限定のスペシャルゲスト
- 明石家さんま

番組開始当初から1994年まで、ほぼ毎回の特番に出演。その後は長らく出演していなかったが、2014年11月の特番で20年ぶりに出演。2016年から毎年春の特番に出演している。

#### ナレーション・ボイスオーバー
- 三村ロンド（ナレーション全般、2012年4月9日 - ）
- 國府田マリ子 （若い女性役、サブナレーション、2012年4月9日 - ）

2012年4月9日以降は上記2名以外クレジットされない。

### 過去

#### 進行
楠田以外、日本テレビアナウンサー（出演当時も含む）。
- 初代：楠田枝里子（フリーアナウンサー、開始当初 - 2009年9月）
- 2代目：西尾由佳理（2009年10月 - 2012年3月）

2011年退社後も出演。
- 3代目：杉野真実

アナウンス部に配属される前の2012年5月21日放送分に研修の一環として加入し、所と共に司会・進行を務めた。同年6月1日にアナウンス部に正式に配属され、6月4日放送分の2時間SPから正式に番組に加入した。2018年9月10日放送分を以て降板。

#### 準レギュラー
- 吉村作治
- 吉村明宏
- ケント・デリカット
- 岡本夏生
- 関根勤
- 中山秀征
- 林家こぶ平（現・林家正蔵）
- 高田純次
- うじきつよし
- 森口博子
- 羽野晶紀
- 上岡龍太郎
- 伊集院光
- 光GENJI（諸星和己・山本淳一）

肩書きは出演当時のもので、隔週で出演。出演途中で解散したものの、その後も不定期で両者とも毎年継続して出演。
- TOKIO（城島茂・山口達也・国分太一）

山口は出演当時。それまで出演していたジャニーズ事務所の先輩である諸星・山本に代わり城島・山口・国分は順繰りで出演していたが、『ザ!鉄腕!DASH!!』の収録との関係で1998年3月を以て降板。こちらもジャニーズの先輩である少年隊の植草・東山と交代した。
- 田中義剛（実業家としての多忙もあり、2008年以降は出演していないが、2020年3月30日のスペシャルで出演）
- ラサール石井（演出家としての多忙もあり、2009年以降は出演せず）
- ガダルカナル・タカ（1993年頃 - 2012年3月12日）
- 少年隊（植草克秀・1998年4月 - 2012年3月5日、東山紀之・1998年4月 - 2012年3月12日）

隔週で出演。もう一人のメンバーである錦織一清は出演しなかった。植草・東山が出演出来ない時はジャニーズ事務所の後輩のV6やNEWSなどのメンバーが出演した。なお、東山は2020年3月30日のスペシャルで出演。

#### ナレーション・ボイスオーバー
レギュラー
- 松島みのり（中年女性役、子供役、2008年まで）
- 井上和彦（若い男性役、老人役、広告クイズのナレーション、動物学者の吹き替え、2008年まで）
- 広中雅志（若い男性役、衝撃映像番組のナレーション、2012年3月12日まで）
- 野田圭一（中年男性役、「ザ・ベスト」のナレーション、2012年3月12日まで）
- 武田広（セレブ向けや料理番組などのナレーション、2012年3月12日まで）
- 掛川裕彦（中年男性役、オープニングクイズのナレーション、2012年3月12日まで）
- 江森浩子（若い女性役、「ザ・ベスト」のナレーション、2012年3月12日まで。但しリニューアル後もノンクレジットで端役を担当。）

不定期
- 立木文彦（「アニマル フェイス オフ」のナレーション）
- 三田ゆう子（中年女性役）
- 富沢美智恵（若い女性役、中年女性役）
- 北川米彦
- 龍田直樹
- 川浪葉子
- 山口奈々
- 有島モユ
- 山本圭一郎
- 栗田貫一（スペシャル等）
- 相沢舞
- 西川宏美
- 進藤尚美
- 幸野善之

ナレーションの文体は原則として（登場人物の吹き替え（ボイスオーバー）除く）武田を除く男性が普通体（「だ・である」）、女性が丁寧体（「です・ます」）となっている。
一部ナレーターを除きほぼ全員が青二プロダクション所属であり、2012年4月以降も引き続き『世界まる見え!DX特別版』を担当している。
2014年11月24日放送の25年目突入スペシャルでは掛川、広中、武田が一時的に復帰した。
2021年2月8日放送分以降は、以下の声優陣がゲストナレーションを担当している。
- 島﨑信長・下野紘・佐倉綾音・内田真礼・梶裕貴（2021年2月8日放送分）
- 雨宮天（2021年5月3日放送分）
- 梅原裕一郎（2021年5月31日放送分）
- 杉田智和（2021年6月7日放送分）
- 江口拓也（2021年7月5日放送分）
- 下野紘（2021年8月2日放送分）
- 斉藤壮馬（2021年8月23日放送分）
- 佐倉綾音（2021年11月22日放送分）
- 小野賢章（2022年2月21日放送分）

#### リポーター
- 伊藤未希（2012年1月30日）
- 近藤麻智子（2012年2月6日）
- 野口綾子（2012年2月20日）
- 中村萌子（2012年2月20日）

## 番組名物
本番組では所はたけしを「おじさん（たけしが映画監督として世界的に認知され出した頃からは「北野さん」）」と呼んでいる。
たけしはピコピコハンマーを常備しておりツッコミに使用するが、ほとんどの場合ボケた本人ではなく所を叩く。最近では所が自ら頭を下げ、叩きやすくする配慮もしている。

### 番組予告
1990年7月から2004年3月までは前時間のアニメ（放送開始当初は『YAWARA!』、1996年1月以降は『名探偵コナン』）の終了直後に広告なしで5秒間の司会者3人が登場するPR画面（クロスプログラム）があった。この告知は、1990年代当時は楠田が「このあとは!」と言うと、たけしが「大木凡人の『街かどテレビ』」、「『きかんしゃトーマス』、『セーラームーン』」というように全く別の番組名を言っていたり（もちろん画面には正しい番組名が表示されている）、「世界まる見え」（これを言ったあと、楠田・所が「あらっ!、この後すぐ!」と言っていた。他にも、「世界まる出し てんこ盛り」や、「世界 中尾ミエ」と言ったバリエーションもある）や、3人全員で「世界まる見え!」と言った後に「このあとあと」と言っていた。のちにたけしは「見ってねー」と言うようになりボケはなくなった。2004年4月以降はVTRの一部とナレーションのみの通常の予告となったが、2013年4月22日放送分からは予告自体が廃止された。これにより、日本テレビの「19時枠→20時枠番組」のクロスプログラムが存在するのは、日曜のみとなった。
なお、たけしの番組名ボケは『天才・たけしの元気が出るテレビ!!』や、他局では『たけしの万物創世紀』（朝日放送）や『クイズまるごと大集合』（TBS、期首特番）の直前予告でも見られた。

### たけしの着ぐるみ
オープニングはビートたけしが着ぐるみを着て登場する。初登場の1990年9月28日はたけしは着ぐるみではなく、普通の服で登場した。あくまで当初は普通の仮装であり、ハンマーとカツラを経て、様々な衣装を着るようになり、次第に大掛かりな着ぐるみへと変化していった。着ぐるみの種類は多種多様で、時には蒸気、炭酸ガスを発射するもの、水、墨、小麦粉、クリームを発射するものも登場しており、この時はたけしが大暴走し、スタジオ出演者や観客が逃げまどったり、所が猛ツッコミを入れることもしばしばだが、勢い余ってたけしが自爆することもある。かつてはゲストを含む出演者全員や観客を襲う事（大概出演者は椅子の後ろに身を潜めていた）が多かったが2012年4月以降はそのような事は減り、お笑い芸人（若手・中堅・ベテラン共通など）のゲストが毎回登場後、たけしからバズーカやパイ投げなどで全身を汚される、あるいは炭酸ガスや冷却ガスを放射されるなどで悲惨な目に遭うのが恒例となっており、お笑い芸人とたけしはスタジオではジャージ姿に着替えてVTRを鑑賞するが、「誘拐犯」や「休日のお父さん」などのいじりやVTR鑑賞途中で仕掛けを喰らうなどの仕掛けが続く。着ぐるみは視聴者からもデザインを募集しており、それが採用されることもある（視聴者からの採用デザイン第1号は、2006年12月4日の放映で着られている）。なお、芸人への攻撃が必ずしも成功するとは限らず、一例として、2014年12月29日の2時間30分スペシャルでは、出川哲朗が爆弾から真上に噴射する粉を浴びる予定だったが、出川が引っ張ったコードが全部抜けてしまうというハプニングが発生し、タイミングが合わずに粉が被弾しなかったため、そのままの衣装でVTR鑑賞を行った。
また、2018年9月17日の3時間スペシャルでは、本来はよゐこ（有野晋哉・濱口優）がバズーカ攻撃を受ける予定だったが、たけしが岩田アナに「入社何年目だっけ？」とさりげなく質問をして、その隙にバズーカを左にずらして発射したため、クリームが岩田アナに被弾した。そのため、岩田アナは急遽赤いジャージに着がえて進行を担当した。また、岩田アナの後ろにいた荒俣宏も流れ弾の巻き添えを喰らい被弾、2人の横にいた滝沢カレンと、クリームを発射する直前でたけしの行動を察して荒俣をクリームが当たらない場所に避難させようと近づいた所ジョージにも少量被弾してしまった上に、青いジャージもよゐこ向けにしか用意されていなかったため、荒俣はグレーのジャケットを脱いだ状態、滝沢と所はクリームが付着した部分を拭き取って（運良くバズーカ攻撃を免れたよゐこの2人はそのままの服装で）本編鑑賞を行った。2019年9月23日の3時間スペシャルでは前述の攻撃を受けてからか、荒俣が再びバズーカを喰らい、その後は用意された青いジャージ姿で鑑賞している。このような経緯から以後の放送でも、このパートやその後の進行中に突然岩田アナに炭酸ガスや冷却ガスを放射する攻撃（たけしによるものとは限らず、不定期に放送される「戦慄の瞬間」シリーズではカウントダウンの後にスタジオセットに隠された仕掛けが岩田アナを襲う事が多い）がしばしば仕掛けられる。
2020年4月13日以降の放送では、着ぐるみやお仕置きの演出が省略され、初期のようなハンマーとカツラのみで登場した。2020年6月15日以降の放送では、着ぐるみおよび仕掛けを段階的に復活させ、2020年7月13日の放送からは約3ヶ月ぶりにスタジオでのお仕置きが復活している。
2022年7月の放送ではダチョウ倶楽部の2人（肥後克広、寺門ジモン）がジャージとバスローブに着替えるも、6度も熱湯風呂に入れられた。同年8月8日放送分のアルコ&ピースは新しい衣装に着替えた。同年10月のやすこも新しい迷彩服に着替えた。
これまでの着ぐるみの製作費の合計は数千万円と言われている。1995年放送の200回記念特番では億を超えたと述べられている。制作費が明らかにされている中での最高額358万円は、カステラで知られている洋菓子店・文明堂のCMに登場していたクマであった。なお、最低額1500円は大道具担当。なお、このコスプレをする際、たけしは直前まで何も知らされず、現場について着替えさせられ、段取りを組むらしい。
「この着ぐるみを着たたけしを世界各国の人に見せ、反応を窺う」というコーナーがあったが、その際、映画監督としての北野武とのギャップに驚き、泣き出してしまうファンさえいた。この時にたけしは「営業妨害だ!」と語っている。
このコーナーの総集編を初めて流したのは『世界の人々よ 日本の番組を見てくれ』シリーズのモスクワ編。モスクワの小学校で子供たちにこのコーナーVTRを見せたが、大笑いした後の子供達の感想が「自分を犠牲にしても皆を楽しませようとするエライ人」と冷静に分析された。なお未開のジャングルに住まれる方々に見せた折は「これほど着飾れる立場の者なのだから」と部族長と勘違いされて貴重な狩猟の道具を贈られていた。
「平成教育男（平成教育委員会）」、「ゴールデンハンマー男（100万円クイズハンター）」など、この番組の司会者またはレギュラー出演者に縁がある他局の番組が元ネタの着ぐるみもあった。
オートバイ事故直後に放送予定であった着ぐるみは、ウエイトレスが運んできた皿には血まみれの生首「たけし本人」が乗っているというものであった。しかしこれは差し替えで他の着ぐるみの回が放送され、収録ストック分最後で放送された。なお、同日収録分はオートバイで走り回る暴走族の着ぐるみであったので、これも日付を後に差し替えられている。療養から復帰した1995年3月20日の放送でもやはりオートバイの着ぐるみで登場した。

## コーナー
ほとんどの時間はトークが中心で、料理から最新グッズを紹介することやクイズコーナーもある。以前はロシアンルーレットというコーナーもあり、2003年ごろから行われていなかったが、2009年3月30日の2時間スペシャルで久々に復活した。
クイズコーナーで出題されるクイズには何の広告かを当てるクイズ、正しいと思う事柄をA・B・Cの中から当てるクイズ、わかったら正解を叫ぶクイズ、5秒で考える名前通りの「5秒クイズ」などがある。一定数の問題を終えた時点で、正解数が最も多い参加者が優勝となり景品が送られる。かつては『スーパークイズスペシャル』で出題されたこともあった。

### 過去のコーナー
近日公開ルーレット
番組のラストに電動ルーレットで選ばれた来週以降に放送予定のVTRを数秒だけ流すコーナー。
TIMEマシーンQUIZ
過去に撮影された映像からクイズを出題。問題が出た後、「まる見え特選 究極の四択」と題して4つの選択肢を提示。スタジオでは、パネラーがその4択の中から答えを選ぶ。
正解発表のVTRでは、ルーレットを模した演出で発表。正解の選択肢でルーレットが止まり、そのまま映像の続きが流される。スタジオでの正解者には、週替わりの賞品が送られた。
まる見え5秒クイズ
VTRの続きを予想する3択クイズを数問出題。1問ごとに、5秒以内に正解だと思う選択肢の札を揚げる。全問終えた時点で正解数が最も多かったパネラーに賞品。
ロシアンルーレット
スタジオの企画。VTR終了後、その内容に因んだロシアンルーレットゲームにパネラーが挑む。大抵は1人1本ずつ紐を切っていき、ハズレの紐を切ると大量の発泡スチロールや水に塗れる形式で行われる。
世界の人々よ 日本の番組を見てくれ
日本の各テレビ局から借りた、他の国ではお目に掛かれないようなテレビ番組を世界の方々に見せて、○と×のフリップで評価してもらう。対象国は、ロシア、中国、アメリカ、オランダ、南アフリカ、イギリス、ブラジルなど。

## その他
- 1990年の特番放送時には、コマーシャル前のジングルに『知ってるつもり?!』の曲を流用していた。
- 1990年代の番組内では『スーパーマリオブラザーズ3』のBGMが、5秒クイズなどを中心によく使用されていた（この当時から提供スポンサーに任天堂がついているため）。さらに任天堂がスポンサーになった数回目にたけしが「スーパーマリオブラジャーズ」のコスプレで登場した。似たような事例では、同じく日テレで任天堂が提供している『ザ!世界仰天ニュース』ではコイン獲得時のSEが使用されている。
  - 同様にたけしがF1レーサーになった回では当時の番組スポンサー全社のロゴがあしらったレーシングカーが登場した。
- たけしが何らかの都合で出演できない場合、本人に似せて作った人形が彼の席に置かれていた時期がある。この際、所によって鼻に指を突っ込まれて運ばれてきたり、椅子に上下逆さに座らせられたりと散々な扱いをされていた。
  - バイク事故で療養中だった1994年8月から1995年2月までは、所への伝言などを書いた置き手紙式の看板札をたけしの座っていた椅子に立てていた。
- かつてたびたび行われていたロシアンルーレットは、2003年ごろから実施されなくなっていたが、2009年3月30日放送の2時間スペシャルにて再び実施された。
- 海外の嘘くさい番組の検証を番組独自に行うことが時折見受けられるが、初期には、稀にタレントを伴った回が存在する。中国の村人全員奇術師だらけ村にはMr.マリックを、台湾の市街戦の様相を呈した地獄絵図な花火大会には林家こぶ平（現・林家正蔵）を出演させていた。手品の検証にはMr.マリックで、爆竹とロケット花火に泣き叫ぶ情けない役どころにはこぶ平と、ベストマッチ・ミスマッチでの出オチも狙った適材適所なタレントを配していた。
- 1994年1月17日の放送では「全米興奮バカと水着の祭典」と題してアメリカはフロリダのビキニコンテストの様子を放送して、コンテストに登場した女性がほぼ裸に近いビキニ（スリングショット）でスタジオに登場した。出演者のどなたかにキスをプレゼントするとのことで選ばれたのは坊っちゃんカツラで浴衣姿の北野武で、本人はデレデレになっていた。今となっては考えられないが、当時は放送コードも緩くほぼ裸に近いビキニでも放送可能であった。

## スタジオ
番組開始当初から2012年3月まで、パネリストは画面から左に準レギュラー2-3人、正面に女性司会者・所・たけし、右にゲストパネラー2-3人（2人では女性タレントと男性タレント、3人では女性タレントとお笑いコンビ1組の場合が多い）という構成になっていた。
2012年4月のリニューアル以降は、女性司会者・所・たけしの右隣にゲストが2-3人、高い椅子に2人程度座る。

### 歴代スタジオセット
- 初代：番組開始～1995年9月
  - 1991年9月までは出演者席の前に横長のテーブルと名札があったが、同年10月からは無くなり椅子（所・楠田・たけしの椅子は長年決まったものが使われていた）のみとなった。
- 2代目：1995年10月～2006年9月
- 3代目：2006年10月～2012年3月
- 4代目：2012年4月～現在

## ネット局と放送時間
| 放送対象地域   | 放送局                    | 系列                                         | 放送日時           | ネット状況 | 備考      |
| -------------- | ------------------------- | -------------------------------------------- | ------------------ | ---------- | --------- |
| 関東広域圏     | 日本テレビ（NTV）         | 日本テレビ系列                               | 月曜 20:00 - 21:00 | 制作局     | 制作局    |
| 北海道         | 札幌テレビ（STV）         | 日本テレビ系列                               | 月曜 20:00 - 21:00 | 同時ネット |           |
| 青森県         | 青森放送（RAB）           | 日本テレビ系列                               | 月曜 20:00 - 21:00 | 同時ネット |           |
| 岩手県         | テレビ岩手（TVI）         | 日本テレビ系列                               | 月曜 20:00 - 21:00 | 同時ネット |           |
| 宮城県         | ミヤギテレビ（MMT）       | 日本テレビ系列                               | 月曜 20:00 - 21:00 | 同時ネット |           |
| 秋田県         | 秋田放送（ABS）           | 日本テレビ系列                               | 月曜 20:00 - 21:00 | 同時ネット |           |
| 山形県         | 山形放送（YBC）           | 日本テレビ系列                               | 月曜 20:00 - 21:00 | 同時ネット |           |
| 福島県         | 福島中央テレビ（FCT）     | 日本テレビ系列                               | 月曜 20:00 - 21:00 | 同時ネット |           |
| 山梨県         | 山梨放送（YBS）           | 日本テレビ系列                               | 月曜 20:00 - 21:00 | 同時ネット |           |
| 新潟県         | テレビ新潟（TeNY）        | 日本テレビ系列                               | 月曜 20:00 - 21:00 | 同時ネット |           |
| 長野県         | テレビ信州（TSB）         | 日本テレビ系列                               | 月曜 20:00 - 21:00 | 同時ネット |           |
| 静岡県         | 静岡第一テレビ（SDT）     | 日本テレビ系列                               | 月曜 20:00 - 21:00 | 同時ネット |           |
| 富山県         | 北日本放送（KNB）         | 日本テレビ系列                               | 月曜 20:00 - 21:00 | 同時ネット |           |
| 石川県         | テレビ金沢（KTK）         | 日本テレビ系列                               | 月曜 20:00 - 21:00 | 同時ネット |           |
| 福井県         | 福井放送（FBC）           | 日本テレビ系列                               | 月曜 20:00 - 21:00 | 同時ネット |           |
| 中京広域圏     | 中京テレビ（CTV）         | 日本テレビ系列                               | 月曜 20:00 - 21:00 | 同時ネット |           |
| 近畿広域圏     | 読売テレビ（ytv）         | 日本テレビ系列                               | 月曜 20:00 - 21:00 | 同時ネット |           |
| 鳥取県・島根県 | 日本海テレビ（NKT）       | 日本テレビ系列                               | 月曜 20:00 - 21:00 | 同時ネット |           |
| 広島県         | 広島テレビ（HTV）         | 日本テレビ系列                               | 月曜 20:00 - 21:00 | 同時ネット |           |
| 山口県         | 山口放送（KRY）           | 日本テレビ系列                               | 月曜 20:00 - 21:00 | 同時ネット |           |
| 徳島県         | 四国放送（JRT）           | 日本テレビ系列                               | 月曜 20:00 - 21:00 | 同時ネット |           |
| 香川県・岡山県 | 西日本放送（RNC）         | 日本テレビ系列                               | 月曜 20:00 - 21:00 | 同時ネット |           |
| 愛媛県         | 南海放送（RNB）           | 日本テレビ系列                               | 月曜 20:00 - 21:00 | 同時ネット |           |
| 高知県         | 高知放送（RKC）           | 日本テレビ系列                               | 月曜 20:00 - 21:00 | 同時ネット |           |
| 福岡県         | 福岡放送（FBS）           | 日本テレビ系列                               | 月曜 20:00 - 21:00 | 同時ネット |           |
| 長崎県         | 長崎国際テレビ（NIB）     | 日本テレビ系列                               | 月曜 20:00 - 21:00 | 同時ネット |           |
| 熊本県         | くまもと県民テレビ（KKT） | 日本テレビ系列                               | 月曜 20:00 - 21:00 | 同時ネット |           |
| 鹿児島県       | 鹿児島読売テレビ（KYT）   | 日本テレビ系列                               | 月曜 20:00 - 21:00 | 同時ネット |           |
| 大分県         | テレビ大分（TOS）         | 日本テレビ系列 フジテレビ系列                | 月曜 20:00 - 21:00 | 同時ネット |           |
| 宮崎県         | テレビ宮崎（UMK）         | フジテレビ系列 日本テレビ系列 テレビ朝日系列 | 土曜 12:00 - 13:00 | 遅れネット | [ 注 17 ] |
| 沖縄県         | 沖縄テレビ（OTV）         | フジテレビ系列                               | 日曜 13:00 - 14:00 | 遅れネット |           |

### 過去のネット局
- テレビ長崎（KTN、当時フジテレビ系列・日本テレビ系列（NNNのみ加盟、NNSは非加盟）、現在フジテレビ系列） - 1990年7月から9月まで放送されたレギュラー第1期を同時ネット。なお1991年4月から開始のレギュラー第2期は、同時期に開局した長崎国際テレビにて現在まで放送している。
- 鹿児島テレビ（KTS、当時フジテレビ系列・日本テレビ系列、現在フジテレビ系列） - 鹿児島読売テレビ開局前の1994年3月まで同時ネットで放送後、鹿児島読売テレビへ放映権移行。

### 放送時間の変遷
| 期間                   | 放送時間（日本時間）         |
| ---------------------- | ---------------------------- |
| 1990年7月 - 1990年9月  | 月曜日 20:00 - 20:54（54分） |
| 1990年10月 - 1991年3月 | （この間中断）               |
| 1991年4月 - 2009年3月  | 月曜日 20:00 - 20:54（54分） |
| 2009年4月 - 2009年9月  | 月曜日 19:58 - 20:54（56分） |
| 2009年10月 - 2017年3月 | 月曜日 19:56 - 20:54（58分） |
| 2017年4月 -            | 月曜日 20:00 - 21:00（60分） |

## 世界まる見え!DX特別版
再放送はかつては行われていなかったが、2009年10月4日より、過去に本放送で反響があったVTRを集めた『世界まる見え!DX特別版』が放送されていた。当番組では、本放送の再放送VTRのほか、スタジオでは独自の特集やトークが繰り広げられる。
楠田は2009年9月に本放送の司会を降板したが、この『DX特別版』の司会として引き続き出演していた。
2013年3月31日を以て放送終了。

### 出演者
- 楠田枝里子
- 藤井恒久（当時日本テレビアナウンサー）
- 青木源太（当時日本テレビアナウンサー）
- 徳島えりか（2012年11月 - 2013年3月、日本テレビアナウンサー）
- 松尾英里子（2011年4月 - 2012年3月、当時日本テレビアナウンサー）
- 葉山エレーヌ→石田エレーヌ（2012年5月 - 2012年11月、当時日本テレビアナウンサー）

### 主なナレーション・ボイスオーバー
- 野田圭一（中年男性役、「ザ・ベスト」のナレーション）
- 江森浩子（若い女性役、「ザ・ベスト」のナレーション）
- 広中雅志（若い男性役、衝撃映像番組のナレーション）
- 掛川裕彦（中年男性役、オープニングクイズのナレーション）
- 三村ロンド（2012年4月以降のナレーション全般）
- 國府田マリ子（2012年4月以降のサブナレーション及び女性役）
- 幸野善之
- 山本圭一郎
- 金香里
- 藤村俊二（2013年1月13日のナレーション）

ほか。なお武田広はこちらを担当しておらず、武田がナレーションしていたものは新たに収録し直されている。

### 過去のネット局
一時期、以下の局でも同時ネットされていた。
- ミヤギテレビ (MMT)（2009年10月4日 - 2010年1月17日）
- 静岡第一テレビ (SDT)（2009年10月4日 - 2010年1月31日）
- くまもと県民テレビ（KKT）（2009年10月18日 - 2010年3月14日）
- 中京テレビ（CTV）（2010年7月25日 - 2010年12月19日）
- 西日本放送 (RNC)（2009年10月4日 - 2011年3月27日）
- テレビ金沢（KTK）（2010年4月4日 - 2011年3月27日）
- 広島テレビ (HTV)（2010年10月3日 - 2011年3月27日）

## スタッフ

### 世界まる見え!テレビ特捜部（2012年4月9日から）
2025年5月19日以降
- 構成：ヒロハラノブヒコ、桝本壮志、藤井靖大、平出尚人/大岩賞介
- TM（テクニカルマネージャー）：木村博靖（以前はカメラ → TM/SW兼任）
- SW（スイッチャー）：望月達史（以前はSW／カメラ → 一時離脱）、髙野信彦【週替り】
- SW／カメラ：荻(萩)野高康、福田伸一郎（福田 → 以前はカメラ）【週替り、回によって異なる】
- カメラ：片山雄斗、川島佑介、星勇次【週替り】
- 調整：飯島友美
- 音声：大浦政宣、滝口祐造、林英毅、小境健太郎（小境 → 一時離脱→復帰）【週替り】
- 照明：高見澤楓
- アートプロデューサー：高津光一郎
- 美術・デザイン：川野悠介
- 装置：原仁志
- オブジェ：清水綾乃
- 装飾：後藤隆彦
- 電飾：村上愛奈
- モニター：中川英幸
- 美術協力：日テレアート
- 編集：田中敦子、反畑弘一（オムニバス・ジャパン→アンビット）【週替り】
- MA：小林大介（オムニバス・ジャパン→アンビット）
- 音効：堺慶史郎、室加徳彦
- リサーチ：正村和重、野村直子、藤村利晴（藤村 → 以前はAD → ディレクター → AP、一時離脱）、平川達矢
- 協力：アフロ、スペクター・コミュニケーションズ 他【不定期】
- デスク：高桑繭子
- TK（タイムキーパー）：毛利弘子
- 制作進行：浜田和宏（オフィスぼくら）、小澤椋馬（浜田→以前は制作進行 → AP、小澤→以前は2021年9月まではAD → ディレクター）
- 海外プロデューサー：岩谷友美、大塚千恵子、李友樹（岩谷・大塚 → 以前は映像コーディネート、李→以前は映像コーディネート → 一時離脱→復帰）
- 映像コーディネート：髙橋眞由美、林美希、砂田有紀、山室麗、半田美香、近森大成、イヴァーセン千聡（髙橋→以前は海外プロデューサー → 映像統括、林→以前はAD）/TOKYO VISION、NTV EUROPE
- ディレクター：原八仁、下田和則、原真人、畠山俊一・恵面亮介・木村光一・岩山高彦・ネルムス健・石山裕一朗・鍋田拓朗（共に日企、鍋田 → 一時離脱 → 復帰）、鈴木守（オンリー・ワン）、井上雄太（いまじん）、日野力（オフィスぼくら）、牧野郁人・栗栖政文・中道康夫・宇津浩二・木下誠・小野日出紀・矢吹竜也（共にモスキート）、新井勇(隼)人、齊藤良大、青山純也、白鳥悠、島立春樹、長岡新（AX-ON）、中川(吉田)ゆりや（日本テレビ）、木村璃子/吉岡大輔、木村耕亮、北川佳奈、矢澤成珠、黒澤大地、野﨑宏翔、西ノ村ひまり、野村京花、長谷川洸、松本瑞月、河野千春、宮原一貴、福地哲也、駒井大瑚、吉(古)賀舞音、谷口葵、中森絢香、渡邉ハルナ、浅野峻祐、伊藤加寿也、西村敦人、伊藤椋介、諏訪めぐみ、母袋園子、藤崎凌太郎、佐藤里緒（原八・ネルムス・井上・青山・白鳥・島立・石山 → 共に以前はAD、中道 → 以前は総合演出、新井・吉賀・浅野・伊藤加 → 共に2021年9月まではAD）【週替り】
- 総合演出：三浦伸介（2016年12月5日 -、2012年4月9日-2016年11月28日は演出）
- プロデューサー／ディレクター：根岸秀明（モスキート、以前はディレクター → 総合演出 → プロデューサー → 一時離脱 → ディレクター）【週替り、回によって異なる】
- プロデューサー：蔭山彩（2024年6月10日 - ）、小手川由莉（2025年1月20日 - ）/宇佐見友教・竹下美佐・伊藤英恵（共に日企）、斎藤みさ子・稲葉芳士（共にモスキート）、村上剛（AX-ON）、丸山晴香（宇佐見 → 以前は演出補 → 海外プロデューサー、斎藤 → 一時離脱、村上 → 2024年10月28日 -、竹下 → 以前はAP、伊藤 → 以前はAD → 制作進行 → ディレクター → AP → 一時離脱、稲葉・丸山 → 共に2024年4月15日 -）
- チーフプロデューサー：藤森和彦（2024年6月10日 -）
- 制作協力：日企、モスキート、AX-ON（旧：日テレビデオ）
- 製作著作：日テレ

#### 過去のスタッフ
- 制作協力：SFINX、えとせとら、インターフォース
- 映像協力：ディスカバリー・コミュニケーションズ、GMA-7
- 企画・監修：吉川圭三（2009年7月6日 - 2012年6月4日、1998年6月 - 2007年6月まではCP）[注 19]
- チーフプロデューサー：金谷勲夫→高田真治→山根義紘→桜田和之→吉川圭三→安岡喜郎→中村英明→面高直子（安岡 ～ 面高 → 共に以前はプロデューサー）→福田博之→森實陽三（以前は統轄プロデューサー）→東井文太（2018年6月4日 - 2019年5月）→倉田忠明（2019年6月3日 - 2023年5月、以前はAD → プロデューサー → 2018年6月4日 - 2019年5月までは統轄プロデューサー）→渡邊政次（2023年6月5日 - 2024年5月、以前は2016年12月5日-2019年11月まで演出、2019年12月2日から2020年9月28日まで演出・プロデューサー、2020年10月12日-2021年5月まではプロデューサー、2021年6月7日-2023年5月まで統轄プロデューサー）
- プロデューサー：佐野讓顯、竹内尊実、福士睦（福士 → 以前は演出）、小澤太郎、宮本誠臣、國谷茉莉、下田明宏、吉田尚代（吉田 → 2015年4月20日 - 2016年5月頃、以前は映像コーディネート → 映像統括）、今井大輔（2017年4月17日 - 2017年5月頃）、岩崎小夜子（2018年6月4日 - 2019年10月21日、以前はアシスタントプロデューサー）、福田一寛（2018年6月4日 - 2020年9月28日）、清水真美子（2019年6月3日 - 2024年11月25日）/柴田紀久（SFINX）、松原寛（当時、日企）、植松保弘（SFINX）、清水徳子（SFINX、以前は海外プロデューサー）、佐藤悌・森下典子・山﨑雄二（共にAX-ON、佐藤 → 以前はディレクター）、長谷川賢一（モスキート、一時離脱 → 復帰）、岡野芳子（岡野 → 2021年9月まではAP）、石田真之介（日企、2021年9月まではAP）、友枝あす香（友枝 → 2022年6月20日 - 2024年10月）
- 総合演出：吉川圭三（開始当初から1997年7月まで）、財津功、小澤龍太郎
- ディレクター → 演出 → スーパーバイザー → プロデューサー：森下泰男（モスキート）
- 映像統括：岸田裕之（モスキート、以前はディレクター → 総合演出 → スーパーバイザー → 一時離脱）
- 構成：豊村剛、妹尾匡夫、池田一之/そーたに、都築浩、小池正宏、石塚祐介、吉橋広宣
- 編成：松隈美和、中村圭吾、池田潔美、渡瀬慶吾、森俊憲
- 広報：織田弘美、大関雅人、斉山嘉伸、小泉真紀、立柗典子、長谷川幸恵、薗田恭子、河本香織、斉藤由美、友定紘子、永井晶子
- 営業：齊藤尚宣、中山大輔、影林雅子、前田晋太郎、末岡寛雄
- 演出：尾髙賢哉（以前はディレクター）／永原啓一（当時、日企）、正木敦、柴田明廣
- ディレクター：中谷敏夫、磯田修、竹田次彦、正木敦、坂田和之、上村泰、中村昌哉、大野彰作、萩原謙治、鵜浦和人（鵜浦 → 以前はAD）、有村伸一郎、福島達夫、佐藤友美（佐藤 → 以前はAD）、久保田泰志、眞山香織、山口晃弘、田辺繁郎（田辺 → 以前はAD）、矢追孝男、飯沼誠、安藤正臣、篠宮浩司、東山将之（東山 → 以前はAD）、田口マサキ(正樹)、小野隆史、住吉真知子、斎藤政憲（住吉・斎藤 → 共に以前はAD）、能登高志、鈴木淳子、中里泉、古賀絢子（古賀 → 以前はAD）、飯野修一、常盤吉弘（常盤 → 以前はAD）、宮武隆生、廣友忠伸、足立正、武井正弘、栗原憲也（栗原 → 以前はAD）、成家理恵、満冨洋隆、高橋秀代、小江翼、新井秀和、長谷川九実子、安彦和弘、陶山桂輔（陶山 → 以前はAD）、斉藤俊、松原翔吾（松原 → 以前はAD）、滝本秀和（滝本 → 以前はAD）、森石丈浩、佐藤ゆうし（佐藤 → 以前はAD）/山根繭、新井麻友、安井みのり、中野有貴、平野千智、斉藤瑞穂、都竹栞、藤川茉実、松園七海、宮崎夏帆、飯作優太、藤見勝久、市川夏恋、平川可南子、一瀬天也（山根以降一瀬まで → 2021年9月まではAD）、遠藤麻衣、橋元綱希、成田千尋、朝比奈侑香、荒川瑛旦、山田野乃花、井延祥子
- プロデューサー補 → AP：石文康昭、山上恵子、松本京子、岩谷裕美、土田麻衣子（土田 → 以前はAD）、深谷圭二、岩田裕美（岩田 → 以前はディレクター）、平山美由紀、東矢佳奈美、伊庭野はるか、海老名和香
- 演出補 → AD：氣賀澤宏隆（当時、日企）、小池雅彦、川久保貴之、吉田たかね、垣内彬江、及川桂一、河野裕昭、深田健志、小川英樹、岡本麻心、西谷理、儀武良、櫛山慶、田上明日香、大石文博、黒川潤平、阪本麻友、吉岡那月、齋藤竜司、森田佐知子、佐藤俊輔、宮下健太郎、木下佑輔、坂本純一、安田純奈、近藤新平、大江舞、佐々木健太、高橋愛子、尾崎貴志、木村洋平、原郁実、横井啓人、奥秋桃子、吉村彰人、手塚真顧、肥田大輝、崔熙善、原健悟、清瀧朋奈、田名網晃二、伊藤颯希、村松千晶、河野寛之、竹澤里美、松本みなみ、中村万里、村田晴香、白井拓人、久保木泉、廣井嶺、傳彩夏、加藤百夏、内藤七海、服部未来、石尾竜晟、長谷茉里乃、山本圭一
- 海外プロデューサー：岡部喜一（当時、SFINX）、竹村薫（日企）、小野田尚央、柴田秀司（柴田 → 以前はアシスタントプロデューサー）、佐藤久美子、矢沢秀樹、岩下英恵、渡邊衣里（渡邊 → 以前は映像コーディネート）、林あき子
- 海外プロデューサー → 映像統括：大木紀子
- 海外コーディネーター：OFFICE KEI INC.
- 海外リサーチ：AKIHITO SHIMOKAWA、本間章予
- 映像コーディネート：安藤啓雄、太田三貴子、大濱航至、三又菜採、トーマス・ハム、十文字笙子、高橋沙季、小原綾（以前は海外プロデューサー → 映像統括）、唐澤藍、村越威史、向井レティシア／NTV lC（以前はリサーチ協力）
- リサーチ：今井紳介、今井晶子（今井 → 以前は映像コーディネート）、和田優奈、牛路遥、マヘルプル ルヒナ
- リサーチ協力：NTVE、杉本ルリ子、山口恵子、西川恵(育)子、和久井桃子、戸谷早苗、土居ひとみ
- 調査：稲葉潔
- デスク：南畝万里、佐々木美香、遠藤由紀子、上松千花（上松 → 以前はAD）
- TP（テクニカルプロデューサー）：加田直彦
- SW/カメラ → TM：江村多加司
- カメラ → TM（テクニカルマネージャー）：高木冬夫
- TD（テクニカルディレクター）：安波次夫
- SW：鈴木博（以前はカメラ）、新井悦男、蔦佳樹（蔦→以前は音声 → SW → カメラ → 一時離脱 → 復帰）
- カメラ：松村興、工藤恂児、角田洋子、秋山真、水梨潤、保刈寛之、佐藤裕司、早川智晃、田代義昭、大庭茂嗣、吉田健治、矢作陽一、高木静香、岩永雄允（岩永→一時離脱 → 復帰）、荻野祐也
- SW／カメラ：小林宏義
- 調整：牧野和侑、斉(斎)藤智徳、中野信、佐藤満、坂本誠二、夏目充博、熨斗賢司、神田洋介、島村隆宏、沼田広美、石塚功、竹内幸治、小熊透、竹本司、佐久間治雄、田口徹、鈴木雄仁、鈴木昭博、飯島章夫、杉本裕治、矢込宏敬、山口考志、笈川太、舘野真也、岩原正明、小澤郁彌
- 音声：石川琇一、飯地浩美、小川洋文、斉藤勝彦、古川誠一、伊東聡、掛川陽三郎、鈴木詳司、清水秀明、今村公威、中島和真、瀧島要介、高木哲也、勝又理行、瀧健太郎、高木哲郎、加賀金重郎、宮内貞（宮内 → 一時離脱→復帰）、小原正広、藤雅樹
- 照明：佐野利喜男、小寺勝馬、山本智浩、関眞久、関仁、名取孝浩(昌)、真壁弘、高橋明宏、渡辺一成、谷田部恵美、内藤晋、山本一成、河内俊明、佐野広之、加藤恵介（加藤 → 一時離脱→復帰）、小川勉
- モニター：飯野和彦
- 美術（アート）プロデューサー：山浦俊夫、宮沢利忠、小野寺一幸、松崎純一、山本澄子、牧野沙和、園田悠之佑、戸苅裕一
- 美術デザイン → 美術・デザイン：石附千秋、大竹潤一郎、小池寛（小池 → 以前は美術進行）、熊崎真知子、本田恵子（石附・本田 → 共に以前は美術プロデューサー）、小川裕史、田澤奈津美、高木智恵子
- 装置：三村雅一、三宅武士
- オブジェ：矢野悦子、今井隆之、前田賢治
- 小道具 → 装飾：村山和彦、秋山弥生
- 電飾：大脇豊、高橋知雄、渡辺恵美、稲葉光宣、飯塚奈美
- 造園：安澤淳
- 衣装：宮田薫
- メイク：外山奈津子
- 持道具：福井沙羅、深澤麻莉子
- 特効：平岡栄治、松(牧)田梓、栗原寛享
- ロケ技術：宗円俊之、宮武亜伊
- 編集：新井隆水、内田恵美、栗原康幸、藤田麻美、今泉麻美、嶋野淳子、杉浦堅一、松崎猛、米山滋、山中陽子、田中直人、稲垣浩二、藤田信（東北新社 → オムニバス・ジャパン）
- MA：竹岡良樹・清水伸行（オムニバス・ジャバン）、水野貴浩、坂本龍平（東北新社 → オムニバス・ジャパン）、東口智大・金子柾哉・松岡洋一（オムニバス・ジャバン）
- 音効：岩田匡司、井上研一、山本香織
- TK：池田佳寿子
- 技術協力：エクサ・インターナショナル

### 世界まる見え!DX特別版
- 企画・監修：吉川圭三
- 構成：吉橋広宣、ヒロハラノブヒコ
- TM：木村博靖
- SW：高野信彦、大庭茂嗣
- カメラ：水梨潤、早川智晃、今別府元気
- 美術：山本澄子
- デザイン：本田恵子
- 美術協力：日テレアート
- 編集：松崎猛、米山滋（オムニバス・ジャパン）
- MA：水野貴浩、東口智大（オムニバス・ジャパン）
- 音効：堺慶史郎（M-TANK）
- 編成：池田潔美→渡瀬慶吾
- 広報：友定紘子→永井晶子
- デスク：高桑繭子
- AP：小原綾
- AD：上沼拓也、北川めぐみ、大江舞、伊藤翔一
- 海外リサーチ：NTVIC、NTVEUROPE
- 映像協力：TOKYOBISION、モスキート（以前は制作協力）
- 制作協力：AX-ON、日企、インターフォース（途中まで）
- ディレクター：陶山桂輔、木村光一、深谷圭二、吉田尚代、合田伊知郎、櫛山慶、藤井良記、藤村潤
- 演出：小江翼
- プロデューサー：國谷茉莉（日テレ）、吉田尚代、佐藤悌（AX-ON）、岩谷友美、松島美由紀
- チーフプロデューサー：面高直子（日テレ）

## 人気コーナーとなった海外の番組
本番組では海外の人気番組を集めて放送しているが、その中でも番組内で度々放送される事になった作品を本項目では記述する。また、一部の番組は日本テレビ系の動画配信サービスHuluで配信されているため、番組終盤ではその告知が入ることもある。
- ナニー911（en:Nanny 911）
- クロコダイルハンター（en:The Crocodile Hunter）
- Beyond 2000（en:Beyond Tomorrow (TV series)）
- メーデー!:航空機事故の真実と真相 (en:Mayday (TV series))
- Ooops!（en:Ooops!）
- 浮気調査団 チーターズ（en:Cheaters）
- en:Vegas Strip(TV series)
- en:Border Security: Australia's Front Line